# Présélection du diaphragme
 (octobre 2014).
Si vous disposez d'ouvrages ou d'articles de référence ou si vous connaissez des sites web de qualité traitant du thème abordé ici, merci de compléter l'article en donnant les références utiles à sa vérifiabilité et en les liant à la section « Notes et références ».
 (octobre 2014).
La présélection du diaphragme est une technique photographique destinée à permettre la visée lumineuse sur des appareils photo reflex même quand le diaphragme doit être fermé fortement.

## Réglage manuel du diaphragme
Les appareils photo les plus anciens, les « chambres » étaient les précurseurs des appareils réflexes, puisque le cadrage et la visée se faisait le plus souvent à travers l'objectif, en plaçant un verre dépoli à la place de la surface sensible.
C'est parce qu'il regardait ce dépoli et qu'il doit donc se protéger du soleil que le photographe devait se couvrir d'un voile noir qui est resté dans l'imaginaire populaire.
À cette époque, rien n'était automatique. Il n'y avait pas d'obturateur, on exposait la pellicule en enlevant le bouchon d'objectif. Il fallait alors armer l'obturateur à la main avant de déclencher (sur les « Prêt à photographier » l'obturateur est encore actionné par la force mécanique du doigt).
Il était alors simple de régler le diaphragme à sa valeur d'exposition « juste avant » de prendre la photo.

## Présélection manuelle
Vers les années 1950, un des tout premiers reflex à objectifs interchangeables, l'Alsaflex de la société française Alsaphot, utilisait des objectifs à « présélection manuelle ». Le diaphragme était maintenu en position ouverte par un frein et une pichenette sur un bossage permettait, avec un peu de chance, de le débloquer avant de prendre la photo.

## Présélection automatique
À l'époque, les reflex n'étaient pas tous à objectifs interchangeables. Un appareil mythique comme le Contaflex Zeiss possédait un seul objectif. Il était donc relativement facile d'y prévoir une présélection automatique liée au déclencheur.
Rapidement les appareils reflex japonais devaient adopter cette présélection mécanique. Pour les objectifs interchangeables, il fallait bien prévoir une transmission entre le boîtier et l'objectif. Un levier dans l'appareil déplaçait un ergot de l'objectif.
|  | ergot de présélection du diaphragme |

## Les temps modernes
Aujourd'hui, les réglages sont automatiques. Le diaphragme est commandé par un micromoteur et les ergots sont remplacés par des contacts électriques. Cependant, Nikon conserve toujours un couplage mécanique (petit ergot) entre boitier et objectif pour commander l'ouverture du diaphragme sur la plupart de ses objectifs récents.